# Constante mágica
La constante mágica o suma mágica de un cuadrado mágico es la suma de los números en cualquier fila, columna o diagonal del cuadrado mágico, y es fundamental en la definición de estos. Para cualquier cuadrado mágico normal de orden n, es decir (el que contiene los números del 1 al n 2), la constante mágica es {\displaystyle M=n\cdot {\frac {n^{2}+1}{2}}} .
Por ejemplo, el cuadrado mágico de orden tres tiene constante mágica de 15:
Para cuadrados mágicos normales de orden n = 3, 4, 5, 6, 7 y 8, las constantes mágicas son, respectivamente: 15, 34, 65, 111, 175 y 260 (secuencia A006003 en la OEIS ). 
La constante mágica más grande del cuadrado mágico normal que también es simultáneamente:
- un número triangular es 15 (resuelve la ecuación diofántica x2 = y3 + 16y + 16, donde y es divisible por 4);
- un número cuadrado es 1 (resuelve la ecuación diofántica x2 = y3 + 4y, donde y es par);
- un número pentagonal generalizado es 171535 (resuelve la ecuación diofántica x2 = y3 + 144y + 144, donde y es divisible por 12);
- un número tetraédrico es 2925.

Aunque 0 y 1 son las únicas constantes mágicas normales de orden racional que también son cuadrados racionales, hay infinitos números triangulares racionales, números pentagonales racionales generalizados y números tetraédricos racionales que también son constantes mágicas de orden racional.

El término constante mágica o suma mágica se aplica de manera similar a otras figuras "mágicas" como estrellas mágicas y cubos mágicos . Las formas numéricas en una cuadrícula triangular dividida en áreas iguales de polidiamante que contienen sumas iguales dan la constante mágica del polidiamante.

## Serie mágica
En 2013, Dirk Kinnaes encontró el politopo de la serie mágica . El número de secuencias únicas que forman la constante mágica ahora se conoce hasta {\displaystyle n=1000} .

## Cuadrados mágicos físicos
En física, si tomamos un cuadrado mágico donde valor de cada celda especifica la masa de esa celda aparecen dos propiedades notables. En primer lugar, se demuestra la naturaleza equilibrada de todos los cuadrados mágicos, esto es, si dicho modelo se suspende de la celda central, la estructura se equilibra. La segunda propiedad que se puede calcular es el momento de inercia . La suma de los momentos de inercia individuales (distancia al cuadrado desde el centro × el valor de la celda) da el momento de inercia del cuadrado mágico, que depende únicamente del orden del cuadrado. Pues precisamente dicho momento de inercia sería igual a la constante mágica